# Nederländernas damlandslag i volleyboll
Nederländernas damlandslag i volleyboll (nederländska: Nederlandse volleybalploeg (vrouwen)) representerar Nederländerna i volleyboll på damsidan. Det har spelat internationella matcher sedan 1949. Dess största framgång är segern vid EM 1995. De har också vunnit FIVB World Grand Prix 2007. Laget har under 2000-talet tillhört Europas bästa lag med flera finaler, semifinaler och kvartsfinaler i EM och flera framstående placeringar i andra mästerskap och turneringar.
Ingrid Visser är med 514 landskamper den spelare som spelat flest landskamper, följt av Manon Flier med 430 landskamper.

### Fotnoter
1. ↑  ”1949 Senior European Championships” (på engelska). Confédération Européenne de Volleyball. https://www-old.cev.eu/Competition-Area/competition.aspx?ID=293&PID=616. Läst 27 februari 2023.
2. ↑  ”1951 Senior European Championships” (på engelska). Confédération Européenne de Volleyball. https://www-old.cev.eu/Competition-Area/competition.aspx?ID=295&PID=618. Läst 27 februari 2023.
3. ↑  Todor Krastev. ”Women Volleyball II World Championship 1956 Paris (FRA) 30.08-12.09 Winner Soviet Union” (på engelska). http://www.todor66.com/volleyball/World/Women_1956.html. Läst 29 juni 2024.
4. ↑  ”Volleyball - Women's World Championship 1956 - Calendar & Results” (på engelska). Les-Sports.info. https://www.the-sports.org/volleyball-1956-women-s-world-championship-epr22662.html. Läst 29 juni 2024.
5. ↑  ”1958 Senior European Championships” (på engelska). Confédération Européenne de Volleyball. https://www-old.cev.eu/Competition-Area/competition.aspx?ID=297&PID=620. Läst 27 februari 2023.
6. ↑  Todor Krastev. ”Women Volleyball IV World Championship 1962 Moscow (URS) 13-25.10 Winner Japan” (på engelska). http://www.todor66.com/volleyball/World/Women_1962.html. Läst 29 juni 2024.
7. ↑  ”Volleyball - Women's World Championship 1962 - Calendar & Results” (på engelska). Les-Sports.info. https://www.the-sports.org/volleyball-1962-women-s-world-championship-epr22676.html. Läst 29 juni 2024.
8. ↑  ”1963 Senior European Championships” (på engelska). Confédération Européenne de Volleyball. https://www-old.cev.eu/Competition-Area/competition.aspx?ID=298&PID=621. Läst 27 februari 2023.
9. ↑  ”1967 Senior European Championships” (på engelska). Confédération Européenne de Volleyball. https://www-old.cev.eu/Competition-Area/competition.aspx?ID=299&PID=622. Läst 26 februari 2023.
10. ↑  ”1971 Senior European Championships” (på engelska). Confédération Européenne de Volleyball. https://www-old.cev.eu/Competition-Area/competition.aspx?ID=300&PID=623. Läst 26 februari 2023.
11. ↑  ”1974/1975 Senior European Championships” (på engelska). Confédération Européenne de Volleyball. https://www-old.cev.eu/Competition-Area/competition.aspx?ID=301&PID=624. Läst 26 februari 2023.
12. ↑  ”1976/1977 Senior European Championships” (på engelska). Confédération Européenne de Volleyball. https://www-old.cev.eu/Competition-Area/competition.aspx?ID=302&PID=626. Läst 26 februari 2023.
13. ↑  ”1978/1979 Senior European Championships” (på engelska). Confédération Européenne de Volleyball. https://www-old.cev.eu/Competition-Area/competition.aspx?ID=303&PID=627. Läst 26 februari 2023.
14. ↑  ”1980/1981 Senior European Championships” (på engelska). Confédération Européenne de Volleyball. https://www-old.cev.eu/Competition-Area/competition.aspx?ID=304&PID=628. Läst 26 februari 2023.
15. ↑  ”1982/1983 Senior European Championships” (på engelska). Confédération Européenne de Volleyball. https://www-old.cev.eu/Competition-Area/competition.aspx?ID=305&PID=629. Läst 26 februari 2023.
16. ↑  ”1984/1985 Senior European Championships” (på engelska). Confédération Européenne de Volleyball. https://www-old.cev.eu/Competition-Area/competition.aspx?ID=306&PID=630. Läst 26 februari 2023.
17. ↑  ”1986/1987 Senior European Championships” (på engelska). Confédération Européenne de Volleyball. https://www-old.cev.eu/Competition-Area/competition.aspx?ID=307&PID=632. Läst 26 februari 2023.
18. ↑  ”1990/1991 Senior European Championships” (på engelska). Confédération Européenne de Volleyball. https://www-old.cev.eu/Competition-Area/competition.aspx?ID=292&PID=615. Läst 26 februari 2023.
19. ↑  ”Olympedia”. https://www.olympedia.org/results/37533.
20. ↑  ”1992/1993 Senior European Championships” (på engelska). Confédération Européenne de Volleyball. https://www-old.cev.eu/Competition-Area/CompetitionStandings.aspx?ID=309. Läst 26 februari 2023.
21. ↑  ”1994/1995 Senior European Championships” (på engelska). Confédération Européenne de Volleyball. https://www-old.cev.eu/Competition-Area/CompetitionStandings.aspx?ID=310. Läst 26 februari 2023.
22. ↑  Todor Krastev. ”Women Volleyball VII World Cup 1995 Japan - 03-17.11 Winner Cuba” (på engelska). http://todor66.com/volleyball/World_Cup/Women_1995.html. Läst 29 juni 2024.
23. ↑  ”Olympedia”. https://www.olympedia.org/results/37610.
24. ↑  ”1996/1997 Senior European Championships” (på engelska). Confédération Européenne de Volleyball. https://www-old.cev.eu/Competition-Area/CompetitionStandings.aspx?ID=364. Läst 26 februari 2023.
25. ↑  ”1998 VOLLEYBALL WORLD CHAMPIONSHIPSWOMEN'S RESULTS” (på engelska). https://web.archive.org/web/20151228144318/http://volleyball.org/worldchamp/1998/women_results.html. Läst 2 mars 2023.
26. ↑  ”1998/1999 Senior European Championships” (på engelska). Confédération Européenne de Volleyball. https://www-old.cev.eu/Competition-Area/CompetitionView.aspx?ID=41. Läst 26 februari 2023.
27. 1 2 3 4 5 6 7 8 9 10  ”Vorherige Rankings - Montreux Volley Masters 2019” (på tyska). Montreux Volley Masters. http://www.volleymasters.ch/de/history/ranking. Läst 7 mars 2023.
28. ↑  ”2000/2001 Senior European Championships” (på engelska). Confédération Européenne de Volleyball. https://www-old.cev.eu/Competition-Area/competition.aspx?ID=51&PID=-2. Läst 26 februari 2023.
29. ↑  ”Women's World Championship 2002 - Final Standings” (på engelska). Fédération Internationale de Volleyball. http://www.fivb.org/En/Volleyball/Competitions/WorldChampionships/Women/2002/Standings/Final_Standings.asp. Läst 2 mars 2023.
30. ↑  ”2002/2003 Senior European Championships” (på engelska). Confédération Européenne de Volleyball. https://www-old.cev.eu/Competition-Area/competition.aspx?ID=102&PID=-2. Läst 26 februari 2023.
31. ↑  ”2004/2005 European Championships” (på engelska). Confédération Européenne de Volleyball. https://www-old.cev.eu/Competition-Area/competition.aspx?ID=144&PID=-2. Läst 24 oktober 2022.
32. ↑  ”FIVB Women's World Championship Japan 2006 - Final standings” (på engelska). Fédération Internationale de Volleyball. http://www.fivb.org/EN/volleyball/competitions/WorldChampionships/women/2006/Standings/Finals.asp. Läst 2 mars 2023.
33. ↑  ”2006/2007 European Championships” (på engelska). Confédération Européenne de Volleyball. https://www-old.cev.eu/Competition-Area/competition.aspx?ID=197&PID=-2. Läst 24 oktober 2022.
34. ↑  ”2009 European Championships” (på engelska). Confédération Européenne de Volleyball. https://www-old.cev.eu/Competition-Area/competition.aspx?ID=388&PID=-2. Läst 24 oktober 2022.
35. ↑  ”2010 FIVB Women's World Championship  -  Japan” (på engelska). Fédération Internationale de Volleyball. http://www.fivb.org/EN/Volleyball/Competitions/WorldChampionships/2010/Women/FinalStanding.asp?Tourn=MWCH2010. Läst 2 mars 2023.
36. ↑  ”2011 CEV Volleyball European Championship” (på engelska). Confédération Européenne de Volleyball. https://www-old.cev.eu/Competition-Area/competition.aspx?ID=15&PID=-2. Läst 24 oktober 2022.
37. ↑  ”2012 CEV Volleyball European League - Women” (på engelska). Confédération Européenne de Volleyball. https://www-old.cev.eu/Competition-Area/competition.aspx?ID=564&PID=-2. Läst 21 mars 2023.
38. ↑  ”FIVB Volleyball World Grand Prix 2013  -  Final standing” (på engelska). Fédération Internationale de Volleyball. http://www.fivb.org/EN/volleyball/competitions/WorldGrandPrix/2013/finalstanding.asp. Läst 18 mars 2024.
39. ↑  ”2013 CEV Volleyball European Championship” (på engelska). Confédération Européenne de Volleyball. https://www-old.cev.eu/Competition-Area/competition.aspx?ID=560&PID=-2. Läst 13 oktober 2022.
40. ↑  ”FIVB Volleyball World Grand Prix 2014 -  Final standing - Group 2” (på engelska). Fédération Internationale de Volleyball. http://www.fivb.org/EN/volleyball/competitions/WorldGrandPrix/2014/FinalStanding2.asp. Läst 29 juni 2024.
41. ↑  ”FIVB Volleyball Women's World Championship Italy 2014” (på engelska). Fédération Internationale de Volleyball. http://italy2014.fivb.org/en. Läst 2 mars 2023.
42. ↑  ”Baku 2015 European Games - Women” (på engelska). Confédération Européenne de Volleyball. https://www-old.cev.eu/Competition-Area/Competition.aspx?ID=760&PID=-2. Läst 29 juni 2024.
43. ↑  ”Tournament Standing - FIVB World Grand Prix 2015” (på engelska). Fédération Internationale de Volleyball. http://worldgrandprix.2015.fivb.com/en/finals-2/competition/final-standing. Läst 16 januari 2024.
44. ↑  ”2015 CEV Volleyball European Championship - Women” (på engelska). Confédération Européenne de Volleyball. https://www-old.cev.eu/Competition-Area/competition.aspx?ID=701&PID=-2. Läst 13 oktober 2022.
45. ↑  ”FIVB World Grand Prix 2016” (på engelska). Fédération Internationale de Volleyball. http://worldgrandprix.2016.fivb.com/en. Läst 7 mars 2023.
46. ↑  ”Olympedia”. https://www.olympedia.org/results/396246.
47. ↑  ”FIVB World Grand Prix 2017” (på engelska). Fédération Internationale de Volleyball. http://worldgrandprix.2017.fivb.com/en. Läst 7 mars 2023.
48. ↑  ”2017 CEV Volleyball European Championship - Women” (på engelska). Confédération Européenne de Volleyball. https://www-old.cev.eu/Competition-Area/competition.aspx?ID=841&PID=-2. Läst 13 oktober 2022.
49. ↑  ”FIVB Volleyball Nations League 2018” (på engelska). Volleyball World. https://en.volleyballworld.com/en/vnl/2018#navwvnl2018. Läst 7 mars 2023.
50. ↑  ”Final standing” (på engelska). Fédération Internationale de Volleyball. http://japan2018.fivb.com/en/results-and-ranking/final-standing. Läst 18 oktober 2022.
51. ↑  ”Final Standing” (på engelska). Volleyball World. https://en.volleyballworld.com/en/vnl/2019/womensfinals/competition/finalstanding. Läst 31 augusti 2022.
52. ↑  ”CEV EuroVolley 2019  -  Women” (på engelska). Confédération Européenne de Volleyball. https://www-old.cev.eu/Competition-Area/competition.aspx?ID=1053&PID=-2. Läst 10 september 2022.
53. ↑  ”FIVB World Cup 2019” (på engelska). Volleyball World. https://en.volleyballworld.com/volleyball/worldcup/2019/. Läst 26 februari 2023.
54. ↑  ”Final phase” (på engelska). Fédération Internationale de Volleyball. https://en.volleyballworld.com/volleyball/competitions/vnl-2021/standings/women/. Läst 31 augusti 2022.
55. ↑  ”CEV EuroVolley 2021  -  Women” (på engelska). Confédération Européenne de Volleyball. https://www-old.cev.eu/Competition-Area/competition.aspx?ID=1248&PID=-2. Läst 16 april 2022.
56. ↑  ”Final Standings” (på engelska). Fédération Internationale de Volleyball. https://en.volleyballworld.com/volleyball/competitions/vnl-2022/final-standings/women/. Läst 31 augusti 2022.
57. ↑  ”Final standings” (på engelska). Fédération Internationale de Volleyball. https://en.volleyballworld.com/volleyball/competitions/women-worldchampionship-2022/standings/#round-f. Läst 15 oktober 2022.
58. ↑  volleyballworld.com. ”VNL 2023 - Women's standings.” (på engelska). https://en.volleyballworld.com/volleyball/competitions/vnl-2023/standings/women/. Läst 26 juli 2023.
59. ↑  ”Women  -  EuroVolley” (på engelska). Confédération Européenne de Volleyball. https://eurovolley.cev.eu/en/2023/women/#final-standing. Läst 10 september 2023.
60. ↑  volleyballworld.com. ”VNL 2024 - Women's standings.” (på engelska). https://en.volleyballworld.com/volleyball/competitions/volleyball-nations-league/standings/women/#round-f. Läst 24 juni 2024.
61. ↑  ”Volleyball Olympic Games Paris 2024 - Women's standings.” (på engelska). Volleyball World. https://en.volleyballworld.com/volleyball/competitions/volleyball-olympic-games-paris-2024/standings/women/#round-f. Läst 12 augusti 2024.
62. ↑  ”Geschiedenis” (på nederländska). .. https://www.volleybal.nl/volleybal/oranje-dames/geschiedenis. Läst 11 mars 2023.
63. ↑  ”Manon Flier vertelt in VerhalenCafé over haar jeugd in Nieuwleusen en de interlandcarrière die volgde” (på nederländska). De Stentor. 28 maj 2019. https://www.destentor.nl/dalfsen/manon-flier-vertelt-in-verhalencafe-over-haar-jeugd-in-nieuwleusen-en-de-interlandcarriere-die-volgde~a68b246f/. Läst 11 mars 2023.